# ملودی

یک میزان از فوگ شماره ۱۷ در لا بمل ماژور اثر یوهان سباستیان باخ، فهرست آثار باخ ۸۶۲, از کلاویه خوش‌آهنگ (قسمت اول), این یک نمونه از کنترپوان است. دو صدای (ملودیک) روی هر کدام از پنج خط حامل را می‌توان از شکل و کشش نت‌ها تشخیص داد.

آهنگ، نَوا یا ملودی (به فرانسوی: Mélodie) در موسیقی به معنای اجرای چند نُت است که شنونده آن را به صورت یک مجموعهٔ واحد احساس می‌کند. به عبارت دیگر، آهنگ عبارت است از احساس آغاز و انجام داشتنِ این سلسله از نت‌ها. به دیگر سخن، ملودی احساسی است که از ترکیب زیروبمیِ نت‌ها و ضرب‌آهنگ به وجود می‌آید.

## ریشه‌شناسی
واژهٔ «ملودی» در اصل، یک واژهٔ یونانی باستان (μελῳδία) است به معنای آواز خواندن.

## ساختار
آهنگ یا ملودی در مقابل هارمونی قرار دارد که به خوشایندیِ اجرای هم‌زمان (نه متوالیِ) نت‌ها می‌پردازد.
ملودی‌ها اغلب شامل یک یا چند موتیف یا بخشموسیقی هستند که معمولاً در ترکیبات مختلف در قالب‌های متفاوتی تکرار می‌شوند.
هدف و سرمایهٔ اصلی موسیقی، ملودی است. تمام قطعات هارمونی برای ایجاد یک ملودی زیبا به کار برده می‌شوند و هدف اصلی‌شان خلق یک ملودی جدید و شگفت‌انگیز است.
این‌که بپرسیم، اهمیت ملودی بیشتر است یا هارمونی، پرسشی کاملاً بیهوده است، چراکه هردو در یک راستا و بر روی یک خط مشترک در حال حرکت‌اند.

## یادداشت
1. ↑  تلفظِ یونانی: مِلودیا (melōidía)
2. ↑  part